# Physokermes insignicola
Physokermes insignicola är en insektsart som först beskrevs av Robin C. Craw 1894.  Physokermes insignicola ingår i släktet Physokermes och familjen skålsköldlöss. Inga underarter finns listade i Catalogue of Life.